# خالد حسن الشيخ
خالد حسن محمد الشيخ حسن (أبو حسن؛ 17 سبتمبر 1945 – 17 يناير 2011) قيادي وسياسي ودبلوماسي فلسطيني، ولد في مدينة طولكرم الفلسطينية، وهو عميد السفراء الفلسطينيين، ومن أبرز مؤسسي حركة فتح، وأحد قيادتها الأوائل، وهو من قياديي منظمة التحرير الفلسطينية، وعضو المجلس الوطني الفلسطيني، وقد شغل منصب سفير فلسطين لدى كل من أوغندا ورومانيا والهند واليمن.

## حياته
ولد خالد حسن محمد الشيخ حسن في مدينة طولكرم بالضفة الغربية بتاريخ 17 سبتمبر 1945، تلقى تعليمه الابتدائي والإعدادي والثانوي في مدارس مدينته طولكرم، وحصل على الثانوية العامة من المدرسة الفاضلية العريقة في المدينة.
كان خالد حسن الشيخ من آوائل المتفرغين للعمل النضالي الفلسطيني، فقد غادر إلى باكستان عام 1965 لدراسة البكالوريس في الجيولوجيا في إحدى الجامعات الباكستانية، والتحق هناك بتنظيم حركة فتح، وكان مؤسس إقليم حركة فتح في باكستان، وأصبح عام 1969 ممثل وأمين سر الحركة هناك.
عمل بعد ذلك في مكتب العلاقات الخارجية لحركة فتح في لبنان عام 1970، ثم عين سفيرًا لمنظمة التحرير الفلسطينية في أوغندا عام 1973، حيث كانت سفارة فلسطين هناك من أوائل السفارات الفلسطينية وأهمها، وعمل على تعزيز العلاقات الفلسطينية الأوغندية، وكان مقبولاً بشكل كبير لدى الأوساط الأوغندية، كما كان الرئيس الأوغندي عيدي أمين يستشيره في أمور سياسية عديدة حيث ربطتهما علاقة صداقة قوية.
عُين سفيرًا لفلسطين في رومانيا عام 1980 واستمر حتى عام 1983، لينتقل للعمل سفيرًا في الهند عام 1983 وحتى يناير 2003، وأخيرًا سفيرًا في اليمن عام 2004 وحتى عام 2007.
الشيخ حاصل على درجة الدكتوراه في «اقتصاديات النقط» من أكاديمية الدراسات الاقتصادية في بوخارست، وهو «عميد السفراء الفلسطينيين»، ومن قياديي منظمة التحرير الفلسطينية، وعضو في المجلس الوطني الفلسطيني، كما كان أيضًا محافظًا في وزارة الداخلية الفلسطينية بموجب قرار صادر عن الرئيس الفلسطيني ياسر عرفات بتاريخ 17 يوليو 1995 عقب تأسيس السلطة الوطنية الفلسطينية.

## مؤلفاته
ألف الدكتور خالد حسن الشيخ عددًا من الكتب، منها كتاب شامل باللغة الإنجليزية عن تاريخ القضية الفلسطينية، وقد اعتمد هذا الكتاب ضمن مراجع الرواية الفلسطينية في الهند.

## وفاته
توفي الدكتور خالد الشيخ مساء يوم الاثنين 17 يناير 2011، عن عمر بلغ 65 عامًا وأربعة أشهر، إثر مرض عضال، ودفن في مدينته طولكرم بجنازة رسمية وشعبية كبيرة شهدتها المدينة.
وقدم الرئيس الفلسطيني محمود عباس تعازيه بوفاة الشيخ، معبرًا عن تأثره الشديد بخبر وفاته بعد «عمرٍ حافل بالعطاء والنضال الوطني والتفاني في خدمة وطنه وشعبه وقضيته العادلة». ونعت سفارات فلسطين وممثليات منظمة التحرير الفلسطينية السفير الشيخ. كما نعت حركة فتح السفير الشيخ، وقالت الحركة في بيان صدر عنها وعن لجنتها المركزية: «أن أبو حسن كان مثالًا للقائد المثقف، المؤمن بقضايا شعبه، وعرف بالالتزام والتضحية والعطاء، وكان نموذجًا للنجاح في كل المواقع التي تولاها».

## وصلات خارجية
- صورة لخالد حسن الشيخ بتاريخ 10 مايو 2007، موقع فلسطين في الذاكرة.